# Palau de Bteddin
El palau de Bteddin (àrab: قصر بيت الدين, qaṣr Bayt ad-Dīn, literalment ‘castell de la Casa de la Fe’ o ‘de la Religió’) és un palau otomà del segle xix, situat prop de la vila del mateix nom, Bteddin, a les muntanyes del Xuf, al Líban. Es troba 45 km al sud-est de Beirut, prop de Dayr al-Qamar.

## Història
L'emir Baixir II, de la dinastia xihàbida, que més tard va esdevenir el governant de l'Emirat del Líban, va fer construir el palau sobre una ermita anomenada Bteddin. S'iniciaren les obres el 1806, quan va decidir deixar la capital de Dayr al-Qàmar per traslladar-se a un indret més segur, i es va acabar l'any 1818. Fins a l'any 1840, quan es va exiliar a Turquia, fou la seva residència, i a partir del 1942 el palau va ser utilitzat per les autoritats otomanes com a edifici governamental. Durant el mandat francès després de la Primera Guerra Mundial, va servir com a oficina administrativa local. Després que el Líban guanyés la seva independència el 1943, el palau va ser restaurat i declarat la residència d'estiu del president. Durant la Guerra Civil libanesa i les invasions israelianes va resultar molt danyat, i fou rehabilitat el 1984. Avui algunes zones del palau estan obertes al públic, amb una part utilitzada com a museu, mentre que la resta continua sent la residència d'estiu del president.

## El palau
El palau s'assembla al palau Azim de Damasc. L'entrada principal porta a un gran pati de 107×45 metres, al costat dret del qual es troba un ala de dos pisos, Al-Madafa, que es feia servir per rebre visitants. Està envoltat d'estables i trasters, i també es troben les habitacions de l'emir Baixir II i dels seus successors, que servien d'oficines i salons de recepcions. Darrere dels edificis públics, a l'extrem més llunyà de pati s'alcen els apartaments privats, amb una façana ricament decorada, l'harem, la zona privada de l'emir, amb les habitacions per a les dones, les cuines, així com un bany oriental molt ben equipat. Totes les habitacions importants del palau estan decorades amb sostres de fusta pintada, mosaics i arcs.

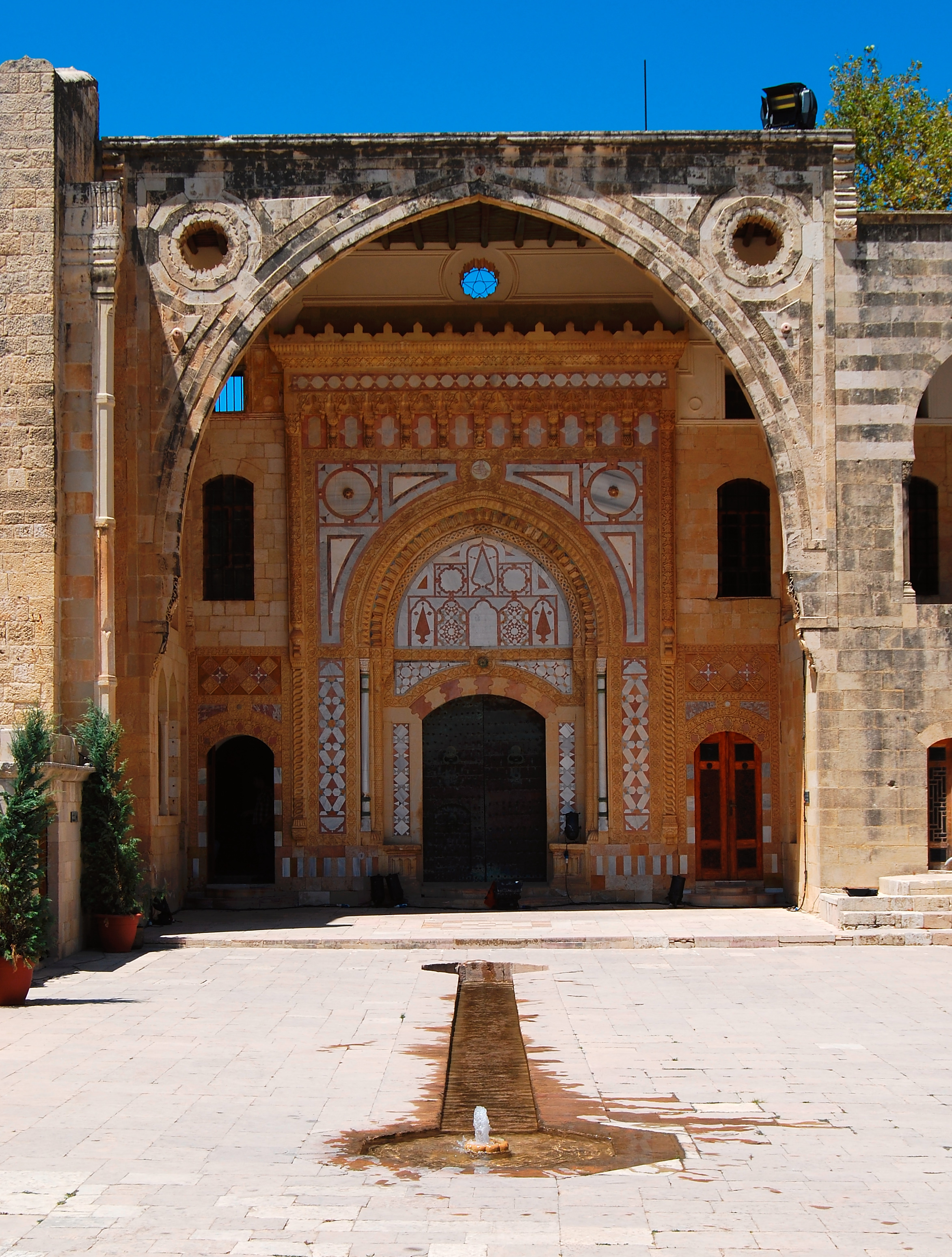
Entrada
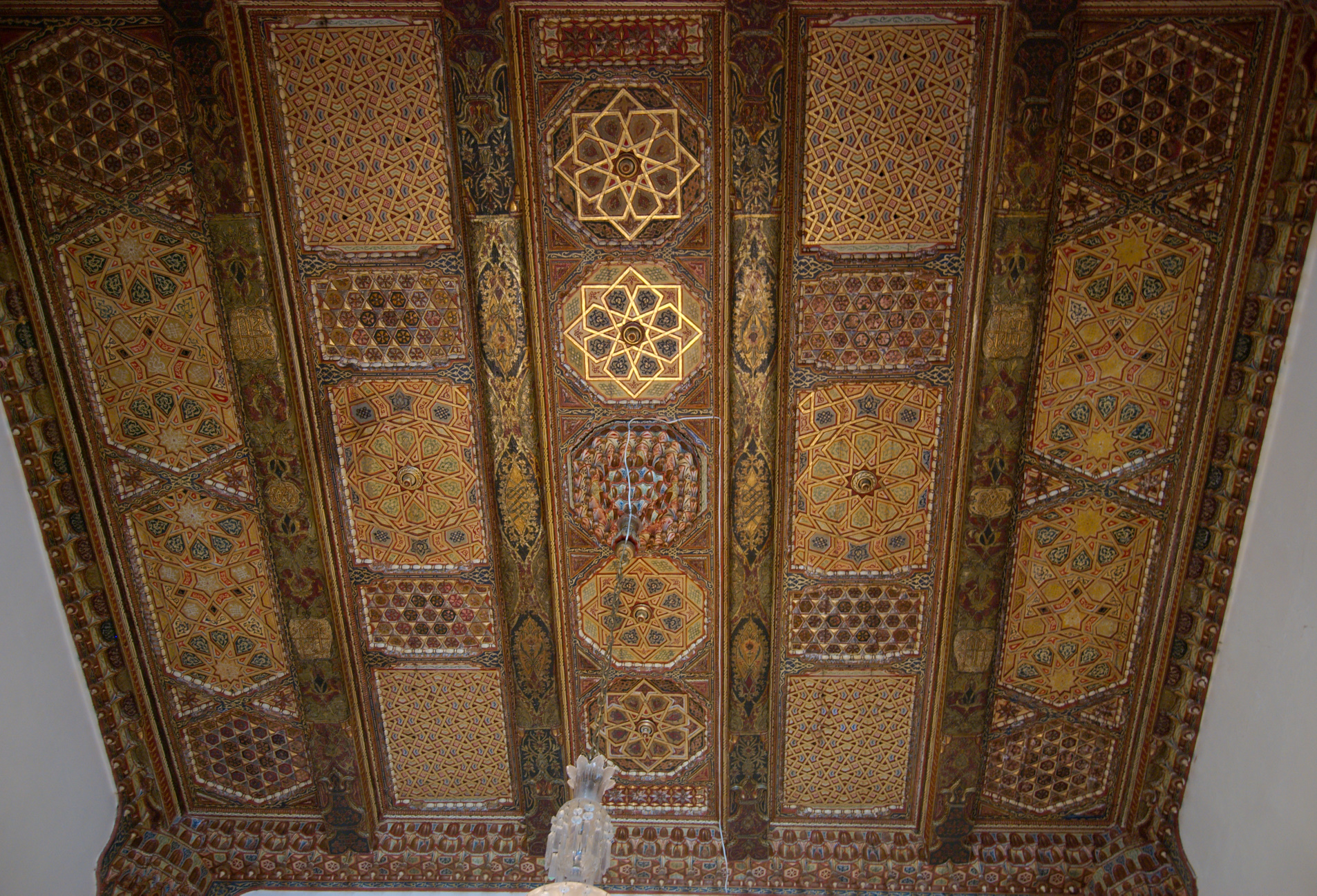
Sostre de fusta
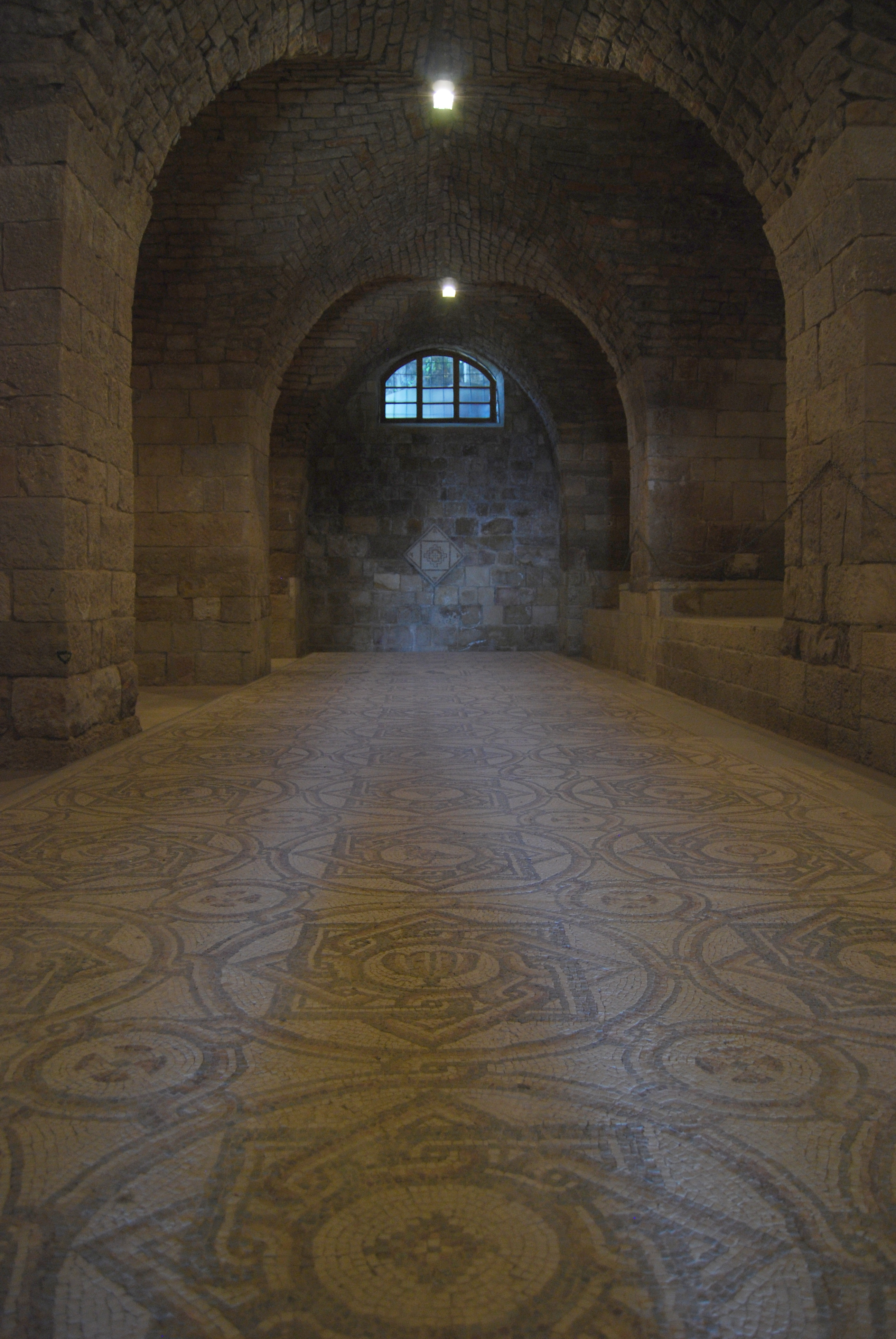
Terra de mosaic
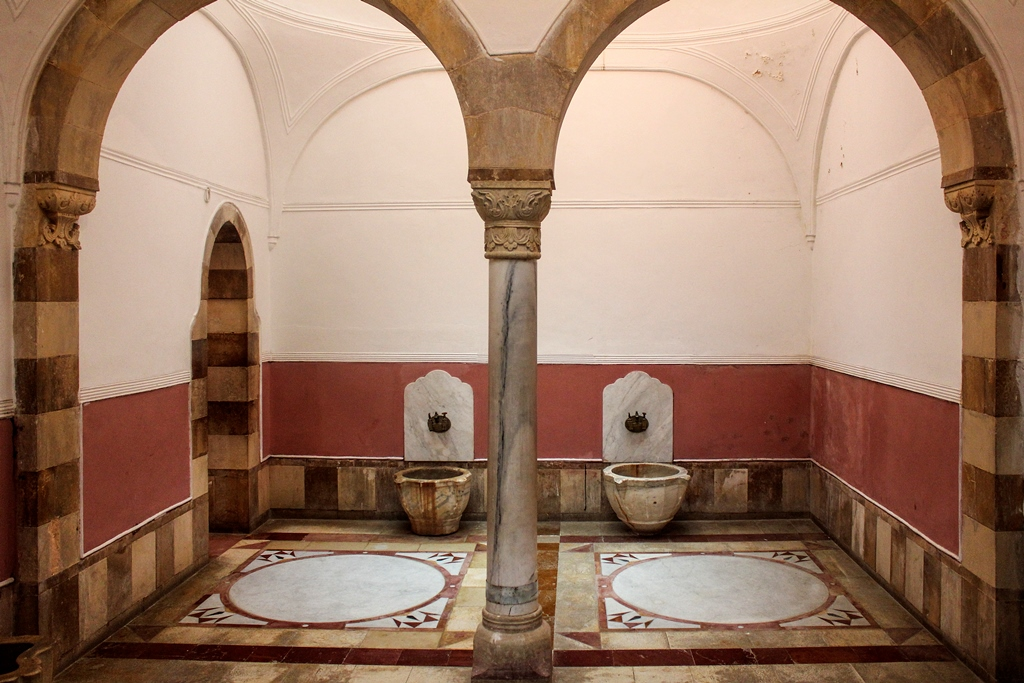
Els banys
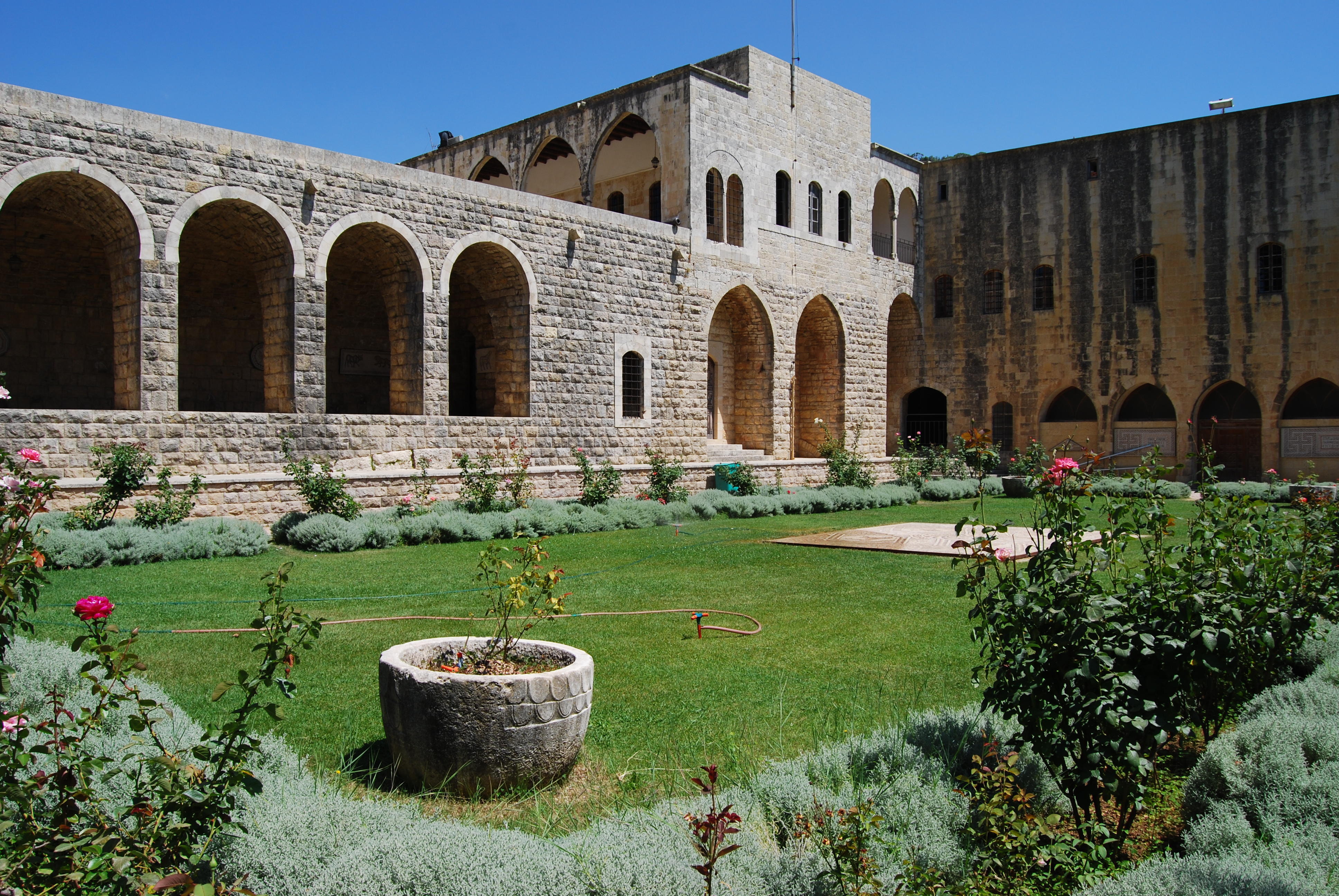
Jardí de l'est